# Lerna
Lerna —grec antic: Λέρνα (dòric), Λέρνη (jònic)— fou un districte de l'Argòlida al sud-oest de la plana, prop de la mar. En aquest lloc, Hèrcules va matar la famosa Hidra, una serp de molts caps.